# チョウセンウグイス
チョウセンウグイス（朝鮮鶯、学名: Horornis borealis）は、鳥類スズメ目ウグイス科の1種である。
以前は独立した種とはせず、ウグイス H. diphone またはマンシュウウグイス H. canturians の亜種とする説が有力だった。しかし分子系統によりそれらとの類縁性は否定され、独立した種とされた。
英語名 Manchurian Bush Warbler は元はマンシュウウグイス（チョウセンウグイスを亜種として含みうる）の種名で、チョウセンウグイスを特に表す場合は Korean Bush Warbler という名も使われたが、現在はチョウセンウグイスの名が Manchurian Bush Warbler とされている。

## 特徴

### 分布
中国東北部、南東シベリア、朝鮮半島で繁殖し、冬には台湾や北フィリピンに渡り越冬する。
なお、繁殖域として中国中部・東部等、越冬域として中国南部・南東部等を加えて挙げる文献は、おそらくマンシュウウグイスと区別せず扱っている。
日本では数少ない冬鳥として、西表島、与那国島で少数が越冬する。春秋の渡りの時期に、日本海側の島嶼での記録もある。

### 形態
全長17cm。ウグイスと似ているが、一回り大型である。頭部から背、尾にかけては赤みのある灰褐色で、額から頭頂は赤褐色である。眼上部の眉斑は淡色で太い。過眼線は褐色。嘴や足は、ウグイスと比べて太くがっちりしている。

### 生態
繁殖期以外は、明るい森林や藪等に生息する。地鳴きは、「ジジッ」「ビビッ」。さえずりはウグイスと似るが、声に張りがない。

## 系統と分類
系統樹は Alström et al. (2011)より。
|  | |
|  | |
|  | \| \| ウグイス H. diphone cantans 標本1 \| \| \| \| \| \| ： \| \| \| \| \| \| ウグイス 標本n \| \| \| \| \| \| マンシュウウグイス H. diphone canturians \| \| \| \| |
|  | |
|  | チョウセンウグイス H. borealis |
|  | |
|  | フィリピンウグイス H. seebohmi |
|  | |
|  | ウグイス H. diphone cantans 標本1 |
|  | |
|  | ： |
|  | |
|  | ウグイス 標本n |
|  | |
|  | マンシュウウグイス H. diphone canturians |
|  | |

|  | ウグイス H. diphone cantans 標本1        |
|  |                                          |
|  | ：                                       |
|  |                                          |
|  | ウグイス 標本n                           |
|  |                                          |
|  | マンシュウウグイス H. diphone canturians |
|  |                                          |

|  | |
|  | |
|  | \| \| ウグイス H. diphone cantans 標本1 \| \| \| \| \| \| ： \| \| \| \| \| \| ウグイス 標本n \| \| \| \| \| \| マンシュウウグイス H. diphone canturians \| \| \| \| |
|  | |
|  | チョウセンウグイス H. borealis |
|  | |
|  | フィリピンウグイス H. seebohmi |
|  | |
|  | ウグイス H. diphone cantans 標本1 |
|  | |
|  | ： |
|  | |
|  | ウグイス 標本n |
|  | |
|  | マンシュウウグイス H. diphone canturians |
|  | |

|  | ウグイス H. diphone cantans 標本1        |
|  |                                          |
|  | ：                                       |
|  |                                          |
|  | ウグイス 標本n                           |
|  |                                          |
|  | マンシュウウグイス H. diphone canturians |
|  |                                          |

チョウセンウグイスはかつてウグイスやマンシュウウグイスなどと共に Horeites 属に分類されていたが、それらと共に一度 Cettia 属に統合されたのち、 Horornis 属として再分離された。
以前は、マンシュウウグイス H. canturians の亜種とするか、あるいはウグイス H. diphone を広義にとらえマンシュウウグイスもチョウセンウグイスもその亜種とする説が有力だった。しかし分子系統により、チョウセンウグイスはウグイスやマンシュウウグイスから系統的に離れていることが判明し、独立した種とされた。一方、マンシュウウグイスはウグイスの1亜種 H. diphone cantans の系統内にあり、ウグイスに含められた。
チョウセンウグイス+ウグイス（マンシュウウグイスを含む）+フィリピンウグイス H. seebohmi は単系統をなす。この3種間の系統関係は不確実だが、低い確度で、チョウセンウグイスとフィリピンウグイスが近い可能性が高い。
マンシュウウグイスは日本ではまれに観察され、チョウセンウグイスより体の上面の色が濃い。